# Santa Maria da Vitória (gemeente)
Santa Maria da Vitória is een gemeente in de Braziliaanse deelstaat Bahia. De gemeente telt 41.758 inwoners (schatting 2009).

## Aangrenzende gemeenten
De gemeente grenst aan Baianópolis, Canápolis, Correntina, Jaborandi, Santana, São Desidério en São Félix do Coribe.